# Чёрная вдова (Marvel Comics)
Чёрная вдова (англ. Black Widow) — позывной нескольких вымышленных персонажей, появлявшихся в американских комиксах издательства Marvel Comics. Большинство этих «вдов» находятся в общей вселенной Marvel.

## Клэр Воянт
Клэр Воянт — первый женский главный герой комиксов со сверхспособностями. Созданная писателем Джорджем Капитаном и художником Гарри Сайле, она впервые появилась в серии «Mystic Comics» #4 (август 1940 года). Клэр убивает злодеев, чтобы отдать их души Сатане, своему господину. Этот персонаж не имеет никакого отношения к более поздним супергероиням Marvel Comics, которые взяли себе этот позывной, однако именно Клэр Воянт условно считается первой Чёрной вдовой.

## Наташа Романофф
Наташа Романофф — первый персонаж, официально взявший позывной «Чёрная вдова» в современную эру комиксов Marvel. Созданная редактором и сценаристом Стэном Ли, сценаристом Доном Рико и художником Доном Хеком, Романофф впервые появилась в комиксе «Тревожные истории» № 52 (апрель 1964 года). Героиня состояла в нескольких супергеройских командах и организациях Вселенной Marvel таких, как Мстители, Защитники, Чемпионы, «Щ. И. Т.» и Громовержцы. Наташа Романофф фигурировала во многих фильмах, телесериалах и книгах; в исполнении Скарлетт Йоханссон героиня появлялась в фильмах киновселенной Marvel «Железный человек 2» (2010), «Мстители» (2012), «Первый мститель: Другая война» (2014), «Мстители: Эра Альтрона» (2015), «Первый мститель: Противостояние» (2016), «Мстители: Война бесконечности» (2018), «Мстители: Финал» (2019) и «Чёрная вдова» (2021).

## Елена Белова
Елена Белова — второй персонаж, официально взявший позывной «Чёрная вдова» в современную эру комиксов. Она мельком появилась в комиксе «Нелюди. Том 2» № 5 (март 1999 года), а полностью дебютировала в мини-серии комиксов «Чёрная вдова» линейки «Рыцари Marvel» 1999 года. Вторая мини-серия, также названная «Чёрная вдова», с участием Наташи Романофф и Сорвиголовы, вышла в 2001 году. В 2002 году Елена Белова получила сольную мини-серию комиксов, названную «Чёрная вдова: Бледный паучок» и созданную для взрослой аудитории комиксов Marvel MAX. Комиксная арка, выходившая с июня по август 2002 года, была создана писателем Грегом Рука и художником Игорем Кордеем. Эта история стала воспоминанием Беловой о событиях, превративших её в новую Чёрную вдову до комикса о Нелюдях. Флоренс Пью исполнила роль Елены Беловой в фильме киновселенной Marvel «Чёрная вдова»  (2021), а также появится в сериале «Соколиный глаз» (2021). Пью вновь исполнила роль Елены Беловой в фильме «Громовержцы*» (2025), также имеющий альтернативное название «Новые Мстители». Пью официально вернется к роли в фильме «Мстители 5: Судный день» 2026 года.

## Версии персонажа из альтернативных вселенных

### Моника Чанг
Моника Чанг-Фьюри — второй персонаж, взявший позывной «Чёрная вдова» в серии комиксов Ultimate Marvel, начиная с комикса «Ultimate Comics: Avengers» #3.

### Джессика Дрю
Альтернативная версия Джессики Дрю — женский клон Питера Паркера, взявший псевдоним «Чёрная вдова».

### Чёрная вдова 2099
В футуристичной линейке комиксов «Marvel 2099» Чёрной вдовой стала афро-американская женщина Таня. По приказу корпорации «Алхемакс» она действует с составе Мстителей 2099. Подобно паукам чёрным вдовам Таня буквально съедает своих партнёров после полового контакта.

### Дотти Андервуд
В телесериале «Агент Картер» появляется героиня Дотти Андервуд (в исполнении Бриджит Риган), предшественница Чёрной вдовы в 1946 году и оперативник организации «Левиафан».